# Scotinoecus
Genre
Scotinoecus est un genre d'araignées mygalomorphes de la famille des Hexathelidae.

## Distribution
Les espèces de ce genre se rencontrent au Chili et en Argentine.

## Liste des espèces
Selon World Spider Catalog (version 13.5, 2013) :
- Scotinoecus cinereopilosus (Simon, 1889)
- Scotinoecus fasciatus Tullgren, 1901
- Scotinoecus major Ríos & Goloboff, 2012
- Scotinoecus ruiles Ríos & Goloboff, 2012

## Publication originale
- Simon, 1892 : Histoire naturelle des araignées. Paris, vol. 1, p. 1-256 (texte intégral).